# El abrazo del erizo
El Abrazo del Erizo es el segundo álbum de Mikel Erentxun, publicado en 1995, del que se ha vendido 100.000 copias. Claramente influenciado por el brit pop, el músico donostiarra rompe con sus trabajos anteriores apostando por un sonido más duro, con guitarras distorsionadas y riffs en la mayor parte del álbum. Cuenta además con la colaboración de Miguel Bosé en «Levanto el vuelo» y de su hermana Leire en «Ahora sé que estás». Por otro lado, destacar los sencillos «De espaldas a mí», «Suelta las riendas de mi corazón» y «El cielo es del color de las hormigas».

## Lista de canciones
Todas las canciones compuestas por Erentxun/Corman excepto donde se anota.
1. En solitario - 3:47
2. No pido nada más - 4:17
3. De espaldas a mí - 3:37
4. Frases mudas (Erentxun / A. Pérez) - 3:00
5. Levanto el vuelo (Erentxun/Bosé) - 4:13
6. El abrazo del erizo - 4:20
7. Naif (Erentxun) - 3:05
8. Ahora sé que estás (Erentxun/Eguía) - 3:32
9. Suelta las riendas de mi corazón - 3:34
10. El cielo es del color de las hormigas - 2:57
11. Observatorio - 4:21
12. Colección privada - 2:53

## Sencillos

### De espaldas a mí
1. De espaldas a mí
2. Camas de hierba
3. De espaldas a mí (demo)

### Suelta las riendas de mi corazón
1. Suelta las riendas de mi corazón
2. Edén
3. Suelta las riendas de mi corazón (demo)

### El cielo es del color de las hormigas
1. El cielo es del color de las hormigas
2. Eclipse
3. Capítulo cerrado (Canción para Greta y los Garbo)
4. El cielo es del color de las hormigas (demo)

### Ahora sé que estás
1. Ahora sé que estás
2. Love
3. Don't let me down
4. Ahora sé que estás (demo)

## Músicos
- Mikel Erentxun: Guitarra acústica (tracks: 2, 5 a 7, 12), guitarra eléctrica: (tracks: 2, 4, 6 a 8, 10, 11)
- Jim Williams: Guitarra acústica (track: 9)
- Joserra Senperena: Teclados, cuerdas en track 10
- Sian Bell: Cuerdas (tracks: 1, 12)
- Phil Spalding: Bajo
- Pete Thomas: Batería
- Jim Williams: Guitarra eléctrica (tracks: 5, 9)
- Mark Ribot: Guitarra eléctrica (tracks: 11, 12)
- Mark Gardener: Guitarra eléctrica (tracks: 1, 3, 9)
- Robert Quine: Guitarra eléctrica (tracks: 2, 5 a 8, 10, 12)
- Jocelyn Pook: Viola –  (tracks: 1, 10, 12)
- Sonia Slany: Violin  – (tracks: 1, 10, 12)
- Jules Singleton: Violin  (tracks: 1, 10, 12)

- Datos: Q5823735